# Crotalaria filipes
Crotalaria filipes är en ärtväxtart som beskrevs av George Bentham. Crotalaria filipes ingår i släktet sunnhampor, och familjen ärtväxter.

## Underarter
Arten delas in i följande underarter:
- C. f. filipes
- C. f. trichophora